# Rui Amaral
Rui Amaral (São Paulo 1962) é um artista plástico multimídia, percursores do grafite paulistano, começou sua carreira na Década de 1980
Formado  em artes plásticas na Faap. Suas principais obras estão em um túnel na Avenida Paulista e no Beco do Batman na Vila Madalena, intervenções urbanas ocorridas na década de 1980, o artista sofreu muito a "repressão política" e foi muito perseguido pela gestão do prefeito Jânio Quadros e dependeu de um advogado da Anistia Internacional para defendê-lo. Até quando foram autorizadas durante a gestão de Luiza Herundina, em 1991.
Rui Amaral possui um público de 1,2 milhões de pessoas..
Também já pintou cenários para a Rede Globo e TV Cultura, como os cenários do programa Perdidos na Noite e um quadro de própria autoria no programa Castelo Rá-Tim-Bum.